# Charles Stuart (5e comte de Lennox)
Pour les articles homonymes, voir Charles Stuart et Stuart.
Charles Stuart, 5e comte de Lennox (1555-1576) est le fils cadet de Matthew Stewart, 4e comte de Lennox et de Margaret Douglas, elle-même fille de Margaret Tudor.

## Biographie
Au moment de la mort de son père, régent du jeune roi d'Écosse Jacques VI, le 21 septembre 1571, le comté de Lennox passe à la Couronne. Le père du roi est en effet Henry Stuart, frère aîné de Charles, mort en 1567. Peu de temps après le titre de comte de Lennox échoit à Charles. Il encourt le déplaisir de la reine d'Angleterre Élisabeth Ire par un mariage précipité avec Elizabeth Cavendish, fille de William Cavendish et de Bess de Hardwick, mariage conçu probablement à l'instigation de sa mère. 
Le couple a un enfant, Arbella Stuart, qui ne peut prétendre hériter du comté de Lennox en raison de son sexe et surtout à cause de sa naissance en Angleterre. Elle épouse William Seymour, mariage resté sans descendance.